# Repórter Brasil (organização)
A Repórter Brasil é uma organização não governamental brasileira independente fundada em 2001 por um grupo de jornalistas, cientistas sociais e educadores, especializada em comunicação e projetos sociais. Sua missão é identificar e tornar público casos de violação aos direitos socioambientais e trabalhistas de forma a mobilizar lideranças políticas, sociais e econômicas para efetivar os direitos humanos no Brasil.
A organização possui duas áreas principais de atuação: Jornalismo e Pesquisa, responsável pela produção de informação e análises que subsidiam lideranças sociais, políticas e econômicas; e Metodologia Educacional, voltada para difusão de informações sobre direitos e intercâmbio de conhecimento, envolvendo acadêmicos, educadores, trabalhadores e lideranças comunitárias. Além disso, duas outras áreas fortalecem o trabalho desenvolvido pelas equipes, uma de articulação e representação em diferentes âmbitos institucionais, e uma de estrutura financeira e administrativa.

## Ações

### Relatório: Brasil Livre de Trabalho Infantil
Relatório elaborado em 2013, é subdividido em quatro partes e evidencia o trabalho infantil no Brasil bem como suas formas mais degradantes, como a exploração sexual e o trabalho doméstico em casa de terceiros. Este relatório tem o objetivo de visibilizar esta problemática que prejudica milhares de crianças, de colocar em debate este tema e de fazer com que o Brasil consiga erradicar o trabalho infantil até 2020.

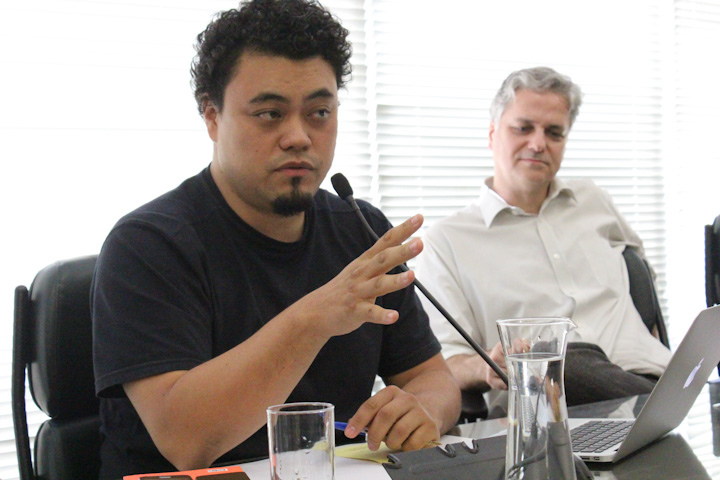
Leonardo Sakamoto,fundador da Repórter Brasil.

### Aplicativo Moda Livre
Foi criado em 2013 o aplicativo Moda Livre, um auxiliar de compras que possibilita ao consumidor conscientizar-se sobre quais grupos varejistas e empresas utilizam-se ou não de ações para que seus produtos nacionais não sejam fabricados através do trabalho escravo.  Para criar este aplicativo, a ONG elaborou um questionário baseado em quatro fatores: políticas, monitoramento, transparência e histórico.  As empresas selecionadas foram convidadas a responder este questionário e a partir das respostas obtidas foi criada uma avaliação dividida entre três categorias: melhor, intermediária e pior. O aplicativo além de mostrar os resultados do questionário, possui uma ferramenta em que é possível acessar notícias sobre o trabalho escravo contemporâneo.

### Operações de Fiscalização de trabalho escravo no Brasil
Em 2014 foi realizado um levantamento  a partir de dados públicos disponíveis em sistema aberto do Ministério do Trabalho e Emprego (MTE) referente ao trabalho escravo no país. Este levantamento avaliou as fiscalizações de 1995 a 2014 e pode-se concluir que nesse período 48.705 pessoas foram libertadas da escravidão no Brasil.

### Projeto: Escravo, Nem Pensar
Em 2004, a Repórter Brasil criou este projeto em parceria com a Secretaria Especial dos Direitos Humanos da Presidência da República, com o intuito de capacitar educadores, gestores públicos da educação e líderes comunitários em relação ao trabalho escravo e tráfico de pessoas. O programa desenvolve uma série de ações que objetivam a conscientização e combate à violação dos direitos humanos.

### Centro de Monitoramento de Agrocombustíveis
Este centro de monitoramento foi criado para dar visibilidade aos impactos sociais e ambientais promovidos pela produção dos agrocombustíveis. O relatório foi elaborado a partir de uma extensa pesquisa de campo que foi fragmentada em dois campos principais o agronegócio e a agricultura familiar. Abordando assuntos como o sebo bovino, dendê, algodão, pinhão-manso, girassol e canola e as suas utilizações para a obtenção de biocombustíveis.

## Premiações
Dentre os prêmios recebidos pela Repórter Brasil se destacam:
- Prêmio Faz Diferença, concedido Pelo O Globo em 2014.Vencedor na categoria Economia, a ONG destacou-se pela aprovação da PEC do Trabalho Escravo.[10]
- 35º Prêmio Jornalístico Vladimir Herzog de Anistia e Direitos Humanos, concedido pelo Instituto Vladimir Herzog em 2013. Vencedor na categoria Documentário de TV, pelo documentário Carne,Osso: o trabalho em frigoríficos.[11]
- Prêmio de melhor filme de média-metragem, concedido pela 14ª edição do Festival Internacional de Cinema e Vídeo Ambiental em 2012. Pelo documentário Enchente não arranca raiz, que fala sobre os atingidos por enchentes no Vale do Ribeira.[12]
- Prêmio Santo Dias de Direitos Humanos, concedido ao coordenador geral da Repórter Brasil pela Comissão de Direitos Humanos da Assembleia Legislativa em 2012. Leonardo Sakamoto recebeu este prêmio pelo reconhecimento de sua luta contra a escravidão no Brasil.[13]
- Seleção oficial do documentário Carne, Osso no Festival Unspoken – Human Rights Film Festival em 2011.[14]
- Prêmio João Canuto, concedido ao coordenador geral da Repórter Brasil pelo Movimento Humanos Direitos em 2010.[15]
- Prêmio Freedom Awards, concedido pela organização Free the slaves em 2008.[16]
- Prêmio Nacional de Direitos Humanos, na Categoria Erradicação do Trabalho Escravo, concedido pela Presidência da República do Brasil em 2008.[17]
- Prêmio Pobreza, Desigualdade e Direitos na Panamazônia, concedido pela ONG Actionaid em 2006 pelo documentário Correntes.
- Prêmio Jornalístico Vladimir Herzog de Anistia e Direitos Humanos, concedido pela FENAJ, OAB, Sindicato dos Jornalistas Profissionais de São Paulo e Arquidiocese de São Paulo em 2003 pela reportagem Os Homens-tatu do Sertão.[18]
- Em 2020, ganhou o Prêmio Vladimir Herzog na categoria Multimídia, com a reportagem "Ameaças, milícia e morte: a nova cara do Velho Chico" de Daniel Camargos, Mariana Della Barba, Ana Magalhães, Fernando Martinho, Erick Araújo, Flávia Marinho, Otávio Burin e Rafael Ramos[19]